# Daisy Music
DaisyMusic（でいじーみゅーじっく）は、佐野元春が立ち上げた独立レコードレーベル。

## 概要
2004年7月に発表されたアルバム『THE SUN』が、このレーベルからの初リリースとなった。
設立当初の販売元は、ユニバーサルミュージックK.K.が担当していたが、2021年9月22日に、佐野の公式Facebookにて、佐野の古巣であるソニー・ミュージックに移行したと発表した。